# Yuping
För andra betydelser, se Yuping (olika betydelser).
Yuping är ett autonomt härad för dongfolket som lyder under Tongrens stad på prefekturnivå i Guizhou-provinsen i sydvästra Kina.
1. ↑  http://www.geohive.com/cntry/CN-52_ext.aspx